# Madonna col Bambino tra i santi Giovanni Battista e Maria Maddalena (Palma il Vecchio)
La Madonna col Bambino tra i santi Giovanni Battista e Maria Maddalena è un dipinto a olio su tavola (71x108 cm) di Palma il Vecchio, databile al 1520-1522 e conservato a Palazzo Rosso dei Musei di Strada Nuova a Genova.

## Descrizione e stile
Lo schema della sacra conversazione con personaggi a metà figura e sviluppo prevalentemente orizzontale era molto diffuso a Venezia a cavallo tra Quattro e Cinquecento, legato a Giovanni Bellini presso cui si formò Palma. Tipica è la presenza di due santi ai lati della Madonna col Bambino, in questo caso Giovanni Battista e Maria Maddalena, nonché l'ambientazione in un luminoso paesaggio, con effetti atmosferici e sottili passaggi tonali tipici della pittura veneta tra Quattrocento e Cinquecento.
Lo schema compositivo simmetrico, come si è detto, rimanda a un'opera di Bellini, ma si notano alcuni dettagli che dimostrano la diversa paternità, come la sontuosità del drappeggio ondulato, le fisionomie e gli atteggiamenti solenni dei santi, la vivacità del Bambino.
Rivelano la maturità di Palma l'articolazione efficace degli spazi, la ricca cromia, intonata agli azzurri, rossi tenui, ocra e verde oliva, oltre agli incarnati candidi, nonché alcuni effetti di virtuosismo, come i morbidi ricci della capigliatura del Battista o i riflessi della manica di velluto bordeaux della Maddalena.